# アゴスティーノ・バッシー

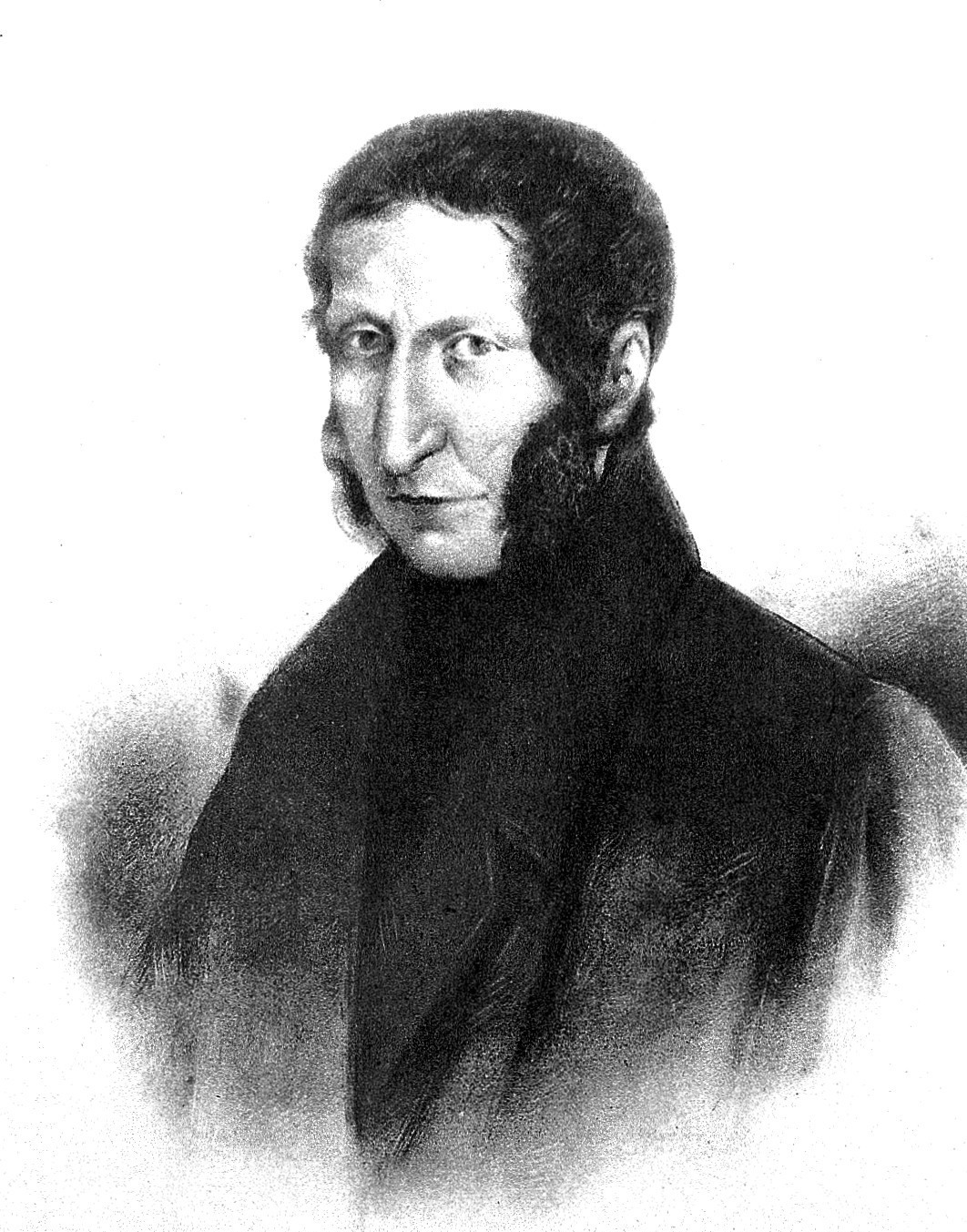
肖像画

アゴスティーノ・バッシー（Agostino Bassi、時にde Lodiと呼ばれる、1773年9月25日 – 1856年2月8日）はイタリアの昆虫学者である。ルイ・パスツールよりも早い時期に病気の原因が微生物であることを発見した。カイコの細胞が細菌によって侵される様子を観察した。1844年に、昆虫だけでなく麻疹や、梅毒、ペストなどの人間の病気も微生物によって起こるという説を発表した。白きょう病菌（Beauveria bassiana）にはバッシーの名前がつけられている。
ロンバルディア州ローディ近郊のマイラーゴで、裕福な弁護士も兼ねる農民の息子として生まれた。父親も生物学に興味を持っていた。父親は役人になることを望んだ。役人の道を歩みながら、博物学者ラザロ・スパランツァーニの指導を終生うけた。1807年にmal de segnoと呼ばれるカイコの病気に興味を持った。病気になったカイコは白い粉で覆われた。この病気はイタリアでは1805年に発生し、1841年までにはフランスにも広がった。1849年の後、カイコの養殖場はこの病気によって壊滅的な被害を受けた。25年間の研究の後、バッシーはDel mal del segno, calcinaccio o moscardino (1835)という論文を発表し、微生物による感染を指摘し、罹病したカイコの廃棄と隔離と農園の消毒を推奨した。この論文は評判となり、フランス語にも翻訳され、ヨーロッパ中に配布された 。
この研究から、動植物や人間の病気も病原体によるものであると類推し、この考え方はルイ・パスツールやロベルト・コッホに先駆けるものであった。ジャガイモの栽培やチーズ製造、ぶどう酒醸造に関する著作や、らい病とコレラに関する著作もある。パスツールはバッシーの研究に影響を受けており、オフィスにスパランツァーニとバッシーの肖像画を飾っていた。